# Ictalurus lupus
Ictalurus lupus là một loài cá da trơn thuộc họ Ictaluridae. Nó giống với loài cá da trơn có quan hệ gần (Ictalurus punctatus), nhưng nhỏ hơn, thiếu đốm và có vây đuôi với một chỗ chẽ cạn hơn. Loài này có ở México và Hoa Kỳ.